# Leioproctus fiebrigi
Leioproctus fiebrigi là một loài Hymenoptera trong họ Colletidae. Loài này được Brèthes mô tả khoa học năm 1909.